# Dimitar Glavchev
Dimitar Borisov Glavchev (Sofía; 15 de agosto de 1962) es un político y funcionario público búlgaro que se desempeñó como Primer Ministro de Bulgaria desde abril de 2024 hasta enero de 2025, liderando un gobierno interino. Políticamente independiente, es también el presidente de la Cámara de Cuentas, actualmente en licencia sin goce de sueldo. Anteriormente fue miembro del partido GERB y fue miembro de la Asamblea Nacional de 2009 a 2021. En 2017, se desempeñó brevemente como presidente de la Asamblea Nacional.

## Primeros años, educación y carrera
Nació el 15 de agosto de 1962 en Sofía. En 1981 se graduó en la SOU "Dobriy Voynik" (entonces llamado "Mikhail Kalinin"). Se graduó en la Universidad de Economía Nacional y Mundial (entonces conocida como '"Instituto Superior de Investigaciones" Karl Marx') en 1987, con el título profesional de "economista-contador". Recibió un segundo título de la universidad en "Relaciones Económicas Internacionales".
Glavchev trabajó como contador profesional durante unos 30 años, 20 de ellos como auditor independiente.

## Actividad parlamentaria
Glavchev fue elegido en 2009, formando parte del grupo parlamentario GERB en la 41.° Asamblea Nacional. Sirvió cinco mandatos más como diputado y se jubiló después de la 46.ª Asamblea Nacional.
Glavchev se desempeñó como presidente de la 44.a Asamblea Nacional entre el 18 de abril y el 17 de noviembre de 2017.
Glavchev dimitió el 17 de noviembre, tras un escándalo con el líder del BSP, Korneliya Ninova, a quien obligó a abandonar una sesión por "insultar" al primer ministro Boiko Borísov en una declaración.
El 12 de julio de 2023, Glavchev fue nombrado presidente de la Cámara de Cuentas por el grupo parlamentario GERB-SDS. Fue elegido para el cargo por la Asamblea Nacional con el apoyo de 148 diputados el 26 de julio. El 31 de julio, Glavchev comenzó oficialmente su mandato de siete años y fue recibido por la jefa interina de la Cámara de Auditoría, Goritsa Granzharova-Kozharova.

## Primer Ministro interino
El 28 de marzo de 2024, tras el fracaso de las conversaciones gubernamentales tras la dimisión del Gobierno de Denkov, Glavchev asistió a una reunión con el presidente Rumen Radev. Según las enmiendas constitucionales recientemente aprobadas, Glavchev, como jefe de la Cámara de Auditoría, podía ser elegido por el presidente para desempeñarse como Primer Ministro interino.
Al día siguiente, Radev anunció oficialmente a Glavchev como primer ministro interino designado, invitándolo a otra reunión el 30 de marzo.
El 5 de abril, Glavchev presentó su gabinete provisional durante las consultas con los partidos parlamentarios. El BSP no asistió a las consultas y el PP-DB abandonó las consultas debido a la decisión de Glavchev de mantener al actual Kalin Stoyanov como Ministro del Interior en calidad de ministro interino, así como al nombramiento de otras figuras potencialmente controvertidas. Tras la reunión, Glavchev calificó la elección de Stoyanov de "difícil", pero la justificó con la reciente dimisión del secretario del Ministerio del Interior, Zhivko Kotsev, que deja pocas opciones dentro de la actual administración.